# Adrian von Bubenberg

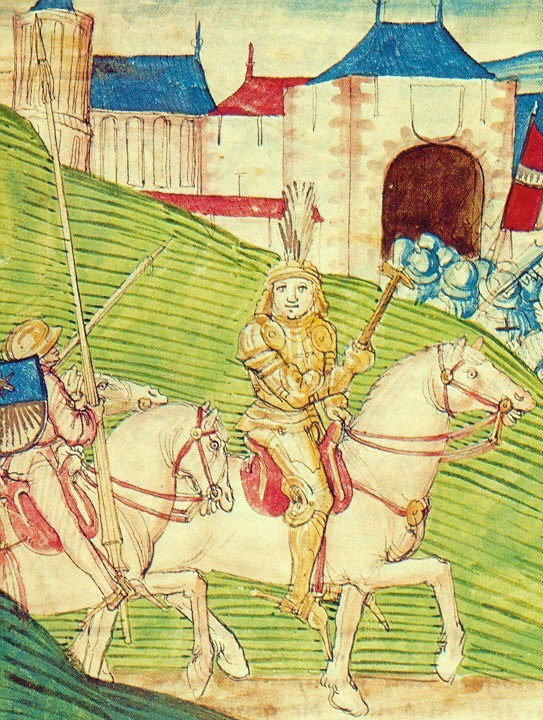
Adrian von Bubenberg rider till Murten.

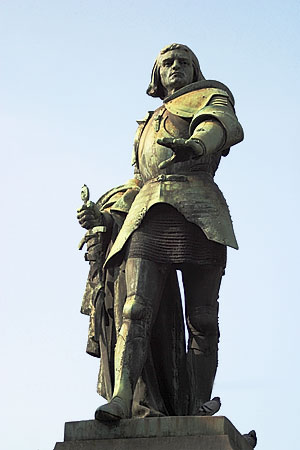
Bubenbergstatyn i Bern

Adrian von Bubenberg, född 1434 i Bern, död i början av augusti 1479 i Bern, härstammade från den bernska adels- och ämbetsmannasläkten von Bubenberg och var staden Berns borgmästare och hjälte i slaget vid Murten.
1465 blev han herre till Spiez och dubbades 1466 till riddare vid den Heliga graven under en pilgrimsresa till Jerusalem. I april 1476 utsågs han till kommendant över Murten och stod emot en tolv dagars belägring, som varade fram till slaget den 22 juni. Hans första hustru var Jacobea von Neuenburg.
Adrian von Bubenberg är i första hand omnämnd i historieskrivningen som hjälte vid slaget i Murten, ett av slagen under Burgunderkrigen 1474–1477. Som släkting till den habsburgtrogne Markwart von Baldegg, som dessutom verkar ha varit personlig gunstling till kejsar Fredrik III, stod Bubenberg på fel sida, men försvarade staden Murten för Bern mot hertigen av Burgund.

## Minnesmärken
En bild över Bubenberg finns på fasaden till Berns kantonalbanks huvudkontor, och till hans ära restes 1897 en staty på Bubenbergplatz i Bern. På grund av att torget byggdes om 1930 flyttades statyn till Hirschengraben.
En minnestavla över honom finns i Walhalla-monumentet utanför Regensburg.